# Tyrannochthonius chamorro
Tyrannochthonius chamorro är en spindeldjursart som beskrevs av Chamberlin 1947. Tyrannochthonius chamorro ingår i släktet Tyrannochthonius och familjen käkklokrypare. Inga underarter finns listade i Catalogue of Life.